# Polizeipräsidium Einsatz

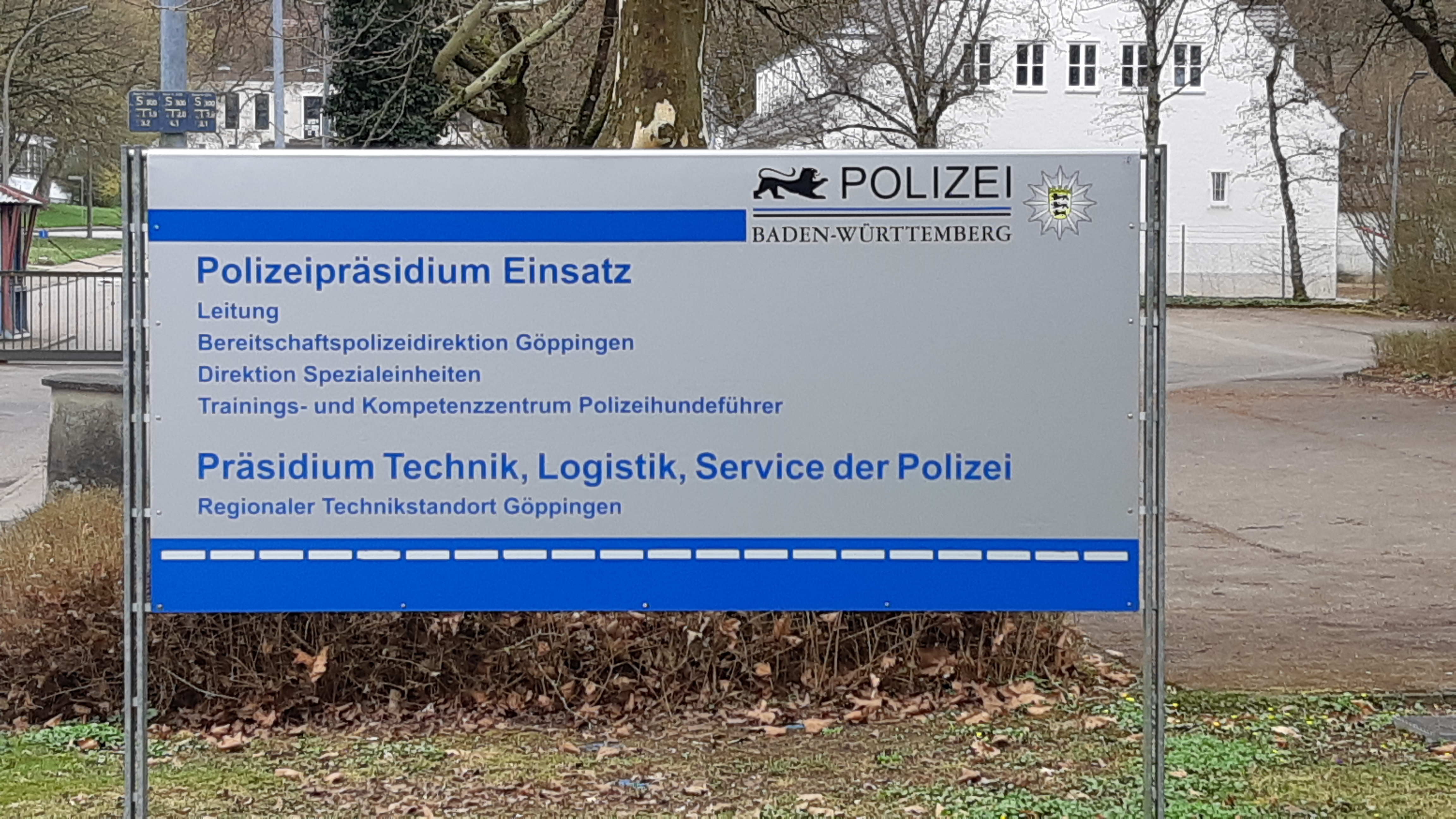
Eingangsschild des Polizeipräsidium Einsatz in Göppingen

Das Polizeipräsidium Einsatz mit Hauptsitz in Göppingen vereint seit 1. Januar 2014 die Spezialkräfte und Spezialeinheiten der Polizei Baden-Württemberg unter einem gemeinsamen Dach. Das Präsidium hat die Aufgabe, die 13 regionalen Polizeipräsidien, das Landeskriminalamt und – auf Anordnung des Innenministeriums – auch die Polizeien anderer Bundesländer bei besonderen Einsatzlagen zu Wasser, zu Lande und aus der Luft zu unterstützen.

## Organisation
Neben dem Leitungsbereich, der aus dem Polizeipräsidenten, den Stabsstellen Öffentlichkeitsarbeit, Controlling und Qualitätsmanagement, der Verwaltung und dem Führungs- und Einsatzstab besteht, umfasst das Polizeipräsidium Einsatz fünf operative Einheiten.

### BereitschaftspolizeidirektionBruchsal
- Führungsgruppe
- Einsatzabteilung 1 – Taktische Einsatzzüge (Südbaden)
- Einsatzabteilung 2
- Einsatzabteilung 3
- Technische Einsatzeinheit
- Polizeireiterstaffel Mannheim

### Bereitschaftspolizeidirektion Göppingen
- Führungsgruppe
- Einsatzabteilung 1 – Taktische Einsatzzüge (Bodensee)
- Einsatzabteilung 2
- Einsatzabteilung 3
- Technische Einsatzeinheit
- Polizeireiterstaffel Stuttgart

### Direktion Spezialeinheiten in Göppingen
- Führungsgruppe
- Spezialeinsatzkommando (SEK)
- vier Mobile Einsatzkommandos (MEK)
- Technikzentrum Spezialeinheiten
- Personenschutz

### PolizeihubschrauberstaffelFlughafen Stuttgart
- Führungsgruppe
- Qualitätsmanagement
- Einsatz/Flugbetrieb mit einer Außenstelle am Baden-Airpark
- Fliegerische Aus- und Fortbildung
- Technik

### Wasserschutzpolizeidirektionin Bruchsal
- Führungsgruppe
- Wasserschutzpolizeistation
  - Friedrichshafen
  - Heidelberg
  - Heilbronn
  - Karlsruhe
  - Kehl
  - Konstanz
  - Mannheim
  - Stuttgart
  - Überlingen

## Infrastruktur

### Gebäude
Die auf dem Areal des Polizeipräsidiums Einsatz befindlichen Gebäude wurden bereits 1936 als Flakkaserne errichtet. Seitdem hat sich die Bausubstanz und der Charakter der Gebäude im Wesentlichen nicht verändert und diese genießen Schutz nach §2 des Denkmalschutzgesetzes (DschG). Später sind noch eine Sporthalle mit Schwimmbecken sowie ein Blockheizkraftwerk hinzugekommen. Letzteres ist mittlerweile außer Betrieb und das Gebäude dient als Trainingsplatz für die Spezialeinheiten. 

Die Gebäude werden mit Fernwärme des Müllheizkraftwerk Göppingen versorgt.

### Hubschrauberlandeplatz und -hangar
Im November 2021 wurde der modernisierte Hubschrauberlandeplatz des Polizeipräsidiums Einsatz in Göppingen feierlich eingeweiht. Der Landeplatz, der ursprünglich in den 1990er Jahren gebaut wurde, wurde sieben Monate lang renoviert und erweitert, um den aktuellen Anforderungen der Einsatzkräfte gerecht zu werden. Neben dem Landeplatz wurde auch ein neuer Hangar errichtet, der die Wartung und Unterbringung der Polizeihubschrauber verbessert. Diese Infrastrukturmaßnahmen stärken die Einsatzfähigkeit und Flexibilität des Präsidiums erheblich und ermöglichen eine schnellere Reaktion auf Notfälle und besondere Einsatzlagen.